# Sarah Thonig
Sarah Thonig (* 16. února 1992 Mnichov) je německá televizní a filmová herečka a sportovní tanečnice. Hrála ve velkém množství německých televizních filmů a seriálů.